# فلسطين (صاروخ)
فلسطين هي منظومة صواريخ يمنية يصل مداها 2300كم، دخلت الخدمة في القوات المسلحة اليمنية الموالية لحركة أنصار الله الحوثيين خلال الحرب الفلسطينية الإسرائيلية، تشمل صاروخ فلسطين 1 الباليستي الذي أعلن عنه في 3 يونيو 2024، وصاروخ فلسطين 2 الفرط صوتي الذي أعلن عنه في 15 سبتمبر 2024، واستخدم في قصف أهداف في إسرائيل.

## فلسطين 1
النوع: صاروخ باليستي.
المدى: 2300 كم.
وزن الراس الحربي: غير معروف.
نوع الوقود:الوقود الصلب.

## فلسطين 2
النوع: صاروخ فرط صوتي.
المدى: 2150 كم
السرعة: 16 ماخ.
وزن الراس الحربي: غير معروف.
نوع الوقود:الوقود الصلب.

## مستخدمون
القوات المسلحة اليمنية الموالية لأنصار الله الحوثيون.